# Condylostylus completus
Condylostylus completus är en tvåvingeart som beskrevs av Becker 1922. Condylostylus completus ingår i släktet Condylostylus och familjen styltflugor. Inga underarter finns listade i Catalogue of Life.